# Els fixies
Els fixies (rus: Фиксики, romanitzat: Fíksiki) és una sèrie de televisió d'animació russa infantil basada en el povest Garantinie txelovetxki d'Eduard Uspenski. La sèrie es va estrenar el 13 de desembre de 2010 com a segment del programa de televisió Spokóinoi nótxi, malixi! de Rússia 1 i Bibigon. La sèrie va ser creada per Aleksandr Tatarski i produïda per Aeroplan. S'ha doblat al català.
El 2014, Aeroplan i Nickelodeon van signar un acord de llicència segons el qual la sèrie començaria a emetre's a la filial russa de Nickelodeon durant dos anys a partir del gener de 2015.
La sèrie també es va emetre a Karussel i Dietski. Es va emetre a Rússia K entre juliol i desembre de 2014, i a Mult des del juny de 2014. També es va emetre a Tlum HD l'estiu del 2016 i a O! des del 8 de febrer de 2017.
El 28 d'octubre de 2017, Aeroplan i l'estudi Petersburg van estrenar un llargmetratge d'animació titulat Els fixies: Amics secrets, que s'ha projectat en molts països d'arreu del món.
El 29 de març de 2019 es va publicar un tràiler del segon film animat anomenat Els fixies contra els crabots, que explica l'enfrontament entre els fixies i robots semblants a crancs anomenats «crabots». La pel·lícula es va estrenar el 21 de desembre de 2019.